# Банфора
Банфора (фр. Banfora) — місто в Буркіна-Фасо.

## Історія
У 1903 році французькі колоніальні сили заснували в даному районі військовий пост. У 1905 році Банфора була з'єднана автомобільною дорогою з Бобо-Діуласо, а в 1931 році через місто була побудована залізниця.

## Географія
Місто Банфора розташоване на крайньому південному заході країни, приблизно за 85 км від Бобо-Діуласо та за 450 км від Уагадугу, на висоті 303 м над рівнем моря. Входить до складу однойменного департаменту. Є головним містом провінції Комое та області Каскади. Лежить в районі гірського ланцюга Банфора.

## Економіка і транспорт

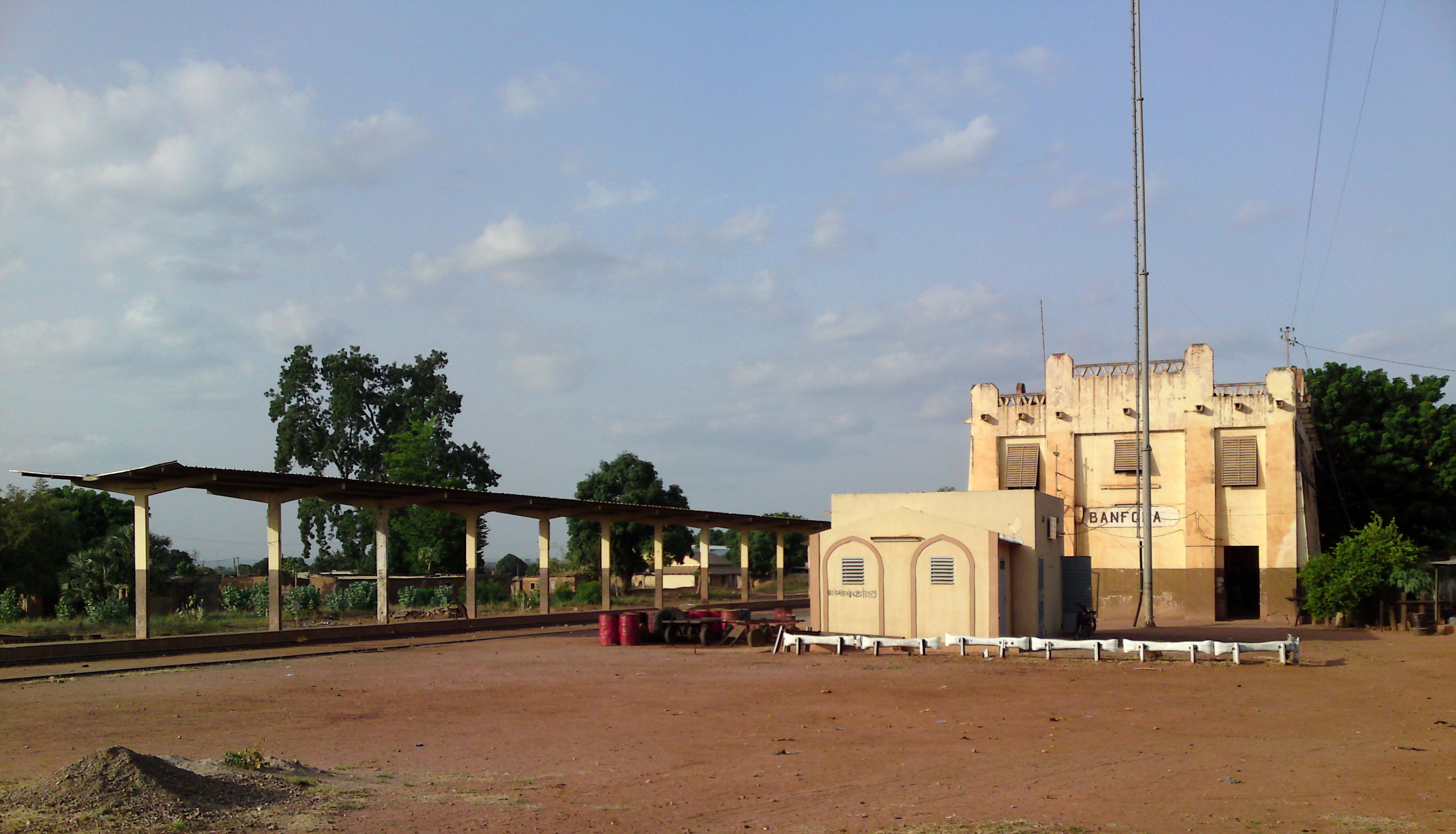
Залізнична станція Банфора

Через Банфору проходить лінія стратегічної залізниці, що сполучає Уагадугу з Абіджаном. Крім того, місто з'єднане асфальтованою автомобільною дорогою з Бобо-Діуласо і з кордоном Кот-д'Івуару.
Навколо міста знаходяться численні плантації цукрової тростини; цей район є центром цукрової індустрії Буркіна Фасо. Крім цього, у місті зосереджені виробництва ліків та ефірних олій. Поблизу Банфора знаходиться система водоспадів Каскади Карфігуела.

## Населення
За даними на 2013 рік чисельність населення міста становила 97 137 осіб, що робить Банфора четвертим найбільшим містом країни. Чисельність населення в департаменті Банфора становить 109 824 людини (за даними перепису 2006 року). У місті проживає безліч різних етнічних груп. Основні мови міжетнічного спілкування населення — дьюла і французька.
 Динаміка чисельності населення міста по роках: 
| 1985  | 1996  | 2005  | 2006  | 2013  |
| ----- | ----- | ----- | ----- | ----- |
| 35319 | 49724 | 62726 | 72144 | 97137 |

## Освіта
У місті є 19 початкових шкіл, 2 старші школи, 4 приватних коледжи та коледжу св. Терези (фр. collège Sainte Thérèse).